# Liste der Bodendenkmäler in Soest
- Karte mit allen Koordinaten:
- OSM |
- WikiMap

Die Liste der Bodendenkmäler in Soest enthält die denkmalgeschützten unterirdischen baulichen Anlagen, Reste oberirdischer baulicher Anlagen, Zeugnisse tierischen und pflanzlichen Lebens und paläontologischen Reste auf dem Gebiet der Stadt Soest im Kreis Soest in Nordrhein-Westfalen (Stand: September 2020). Diese Bodendenkmäler sind in Teil B der Denkmalliste der Stadt Soest eingetragen; Grundlage für die Aufnahme ist das Denkmalschutzgesetz Nordrhein-Westfalen (DSchG NRW).
| Bild | Bezeichnung                              | Lage                                                                                                 | Beschreibung | Bauzeit                               | Eingetragen seit | Denkmal- nummer |
| ---- | ---------------------------------------- | --- | --- | ------------------------------------- | ---------------- | --------------- |
| BW   | Kohlbrink                                | Altstadt Kohlbrink Karte                                                                             | Ehemaliger Standort einer Salzsaline. 1981/82 konnten dort bei Ausgrabungen Teile des Soester Sälzerviertels nachgewiesen werden. Dabei fand man über 100 Salzsiedeanlagen. Ab dem 13. Jahrhundert gibt es keine urkundliche Überlieferung mehr für eine Soester Salzsiederei. Dafür wurde im 12. Jahrhundert erstmals die Salzproduktion in Bad Sassendorf erwähnt. Heute befindet sich an der Stelle ein Parkplatz.                                                | ~ 600 bis Anfang des 13. Jahrhunderts |                  | BD 1            |
| BW   | Hohes Hospital                           | Altstadt Hospitalgasse Karte                                                                         | Hier stand einst der ca. 30 m hohe Wohnturm der Kölner Erzbischöfe in Soest. Um 1178 stiftete Erzbischof Philipp von Heinsberg die Pfalz bei St. Petri für die Gründung des „Hospitals zum Heiligen Geist“. Aufgrund seiner Bauform wurde es „Hohes Hospital“ genannt. Mauerreste des abgegangenen Gebäudes kann man sich im Keller des Gemeindehauses an der St. Petri Kirche ansehen.                                                                              | ~ 1000                                |                  | BD 2            |
| BW   | Steinkiste Hiddingsen                    | Hiddingsen Parkplatz am Waldrestaurant „Zur Steinkiste“ Körbecker Weg Karte                          | Reste eines Megalithgrabes der Wartbergkultur aus der Jungsteinzeit. Seit 2013 ist sie Teil der Europäischen Kulturstraße „Megalitic Routes“ – Der Weg der Großen Steine. | 5000 v. Chr.                          |                  | BD 3            |
| BW   | Motte „Am Hinderking“                    | Soest Nord Am Hinderking (westl. Ende) Karte                                                         | Abgegangene Turmhügelburg im Norden von Soest. | 11. Jhd.                              |                  | BD 4            |
|      | Kleine Landwehr (Müllingsen)             | Müllingsen                                                                                           | Ehemalige Heerstraße |                                       |                  | BD 5            |
|      | Wüstung Gelmen                           | Soest Nord Liebfrauenweg / Gelmer Weg                                                                | Frühmittelalterliche Wüstung an der B-475n im Soester Norden. |                                       |                  | BD 6            |
|      | „Im Ardey“                               | Soest West Ardeyweg / Paradiser Weg (Rüenstein)                                                      | Siedlungsort der frühbäuerlichen Rössnerkultur. | 4600 v. Chr.                          |                  | BD 7            |
| BW   | Steinkistengrab/Urnenfriedhof (Ostönnen) | Ostönnen „Auf dem Kräggenbrink“ Karte                                                                | Megalithische Grabanlage der jungsteinzeitlichen Wartbergkultur | 3500 bis 2800 v. Chr.                 |                  | BD 8            |
|      | „Am Heuwege“                             | Soest West Am Heuweg / Oelmüllerweg                                                                  | |                                       |                  | BD 9            |
|      | Kloster Paradiese                        | Paradise Im Stiftsfeld 1                                                                             | In der Nähe des ehemaligen Dominikanerklosters fand man ein Megalithgrab der jungsteinzeitlichen Trichterbecherkultur. |                                       |                  | BD 11           |
| BW   | „Auf’m Silberg“                          | Soest Süd-Ost Wäldchen zwischen „Am Silberg“ 18 und der Schledde, Gewerbegebiet Soest Süd-Ost. Karte | Ehemaliger Steinbruch / Geotop Bis ins frühe 20. Jahrhundert wurde hier der Soester Grünsandstein abgebaut. Er ist der letzte sichtbare Rest eines größeren, aus mehreren Steinbrüchen bestehenden Areals, dass sich beiderseits der Schledde bis zur Autobahn erstreckte, wo seit dem Mittelalter der begehrte grüne Sandstein gebrochen wurde. Heute sind die alten Steinbrüche rekultiviert oder überbaut. Der „Steinbruch Am Silberg“ ist auch ein Naturdenkmal. |                                       |                  | BD 12           |